# Габрієль Росільо
Габрієль Алехандро Росільо Кінделан (ісп. Gabriel Alejandro Rosillo Kindelán; нар. 4 січня 1999) — кубинський борець греко-римського стилю, чемпіон світу, чемпіон, срібний та бронзовий призер Панамериканських чемпіонатів, чемпіон Панамериканських ігор, Центральноамериканських і Карибських ігор, срібний призер Центральноамериканського і Карибського чемпіонату, бронзовий призер Олімпійських ігор.

## Життєпис
Він зайнявся спортом, коли навчався в школі в Сантьяго-де-Куба. У 2019 році став чемпіоном світу серед юніорів. Того ж року медаль такого ж ґатунку здобув на Панамериканському чемпіонаті серед юніорів.
Тренер — Рауль Трухільо.

## Спортивні результати на міжнародних змаганнях

### Виступи на Олімпіадах
| Змагання                    | Збірна | Вагова категорія                 | Місце  |
| --------------------------- | ------ | -------------------------------- | ------ |
| Літні Олімпійські ігри 2020 | Куба   | греко-римська боротьба, до 97 кг | 13     |
| Літні Олімпійські ігри 2024 | Куба   | греко-римська боротьба, до 97 кг | Бронза |

### Виступи на Чемпіонатах світу
| Змагання                        | Збірна | Вагова категорія                 | Місце  |
| ------------------------------- | ------ | -------------------------------- | ------ |
| Чемпіонат світу з боротьби 2019 | Куба   | греко-римська боротьба, до 97 кг | 9      |
| Чемпіонат світу з боротьби 2023 | Куба   | греко-римська боротьба, до 97 кг | Золото |

### Виступи на Панамериканських чемпіонатах
| Змагання                                   | Збірна | Вагова категорія                 | Місце  |
| ------------------------------------------ | ------ | -------------------------------- | ------ |
| Панамериканський чемпіонат з боротьби 2018 | Куба   | греко-римська боротьба, до 97 кг | Бронза |
| Панамериканський чемпіонат з боротьби 2019 | Куба   | греко-римська боротьба, до 97 кг | Золото |
| Панамериканський чемпіонат з боротьби 2020 | Куба   | греко-римська боротьба, до 97 кг | Срібло |

### Виступи на Панамериканських іграх
| Змагання                  | Збірна | Вагова категорія                 | Місце  |
| ------------------------- | ------ | -------------------------------- | ------ |
| Панамериканські ігри 2019 | Куба   | греко-римська боротьба, до 97 кг | Золото |
| Панамериканські ігри 2023 | Куба   | греко-римська боротьба, до 97 кг | Золото |

### Виступи на Центральноамериканських і Карибських чемпіонатах
| Змагання                                                       | Збірна | Вагова категорія                 | Місце  |
| -------------------------------------------------------------- | ------ | -------------------------------- | ------ |
| Центральноамериканський і Карибський чемпіонат з боротьби 2018 | Куба   | греко-римська боротьба, до 97 кг | Срібло |

### Виступи на Центральноамериканських і Карибських іграх
| Змагання                                     | Збірна | Вагова категорія                 | Місце  |
| -------------------------------------------- | ------ | -------------------------------- | ------ |
| Центральноамериканські і Карибські ігри 2023 | Куба   | греко-римська боротьба, до 97 кг | Золото |

### Виступи на інших змаганнях
| Змагання                                                     | Збірна | Вагова категорія                 | Місце  |
| ------------------------------------------------------------ | ------ | -------------------------------- | ------ |
| Cerro Pelado International 2017                              | Куба   | греко-римська боротьба, до 98 кг | 5      |
| Cerro Pelado International 2018                              | Куба   | греко-римська боротьба, до 97 кг | Золото |
| Кубок Тахті 2019                                             | Куба   | греко-римська боротьба, до 97 кг | Золото |
| Cerro Pelado International 2019                              | Куба   | греко-римська боротьба, до 97 кг | Золото |
| Кубок Гранми і Серро-Пеладо з боротьби 2020                  | Куба   | греко-римська боротьба, до 97 кг | Золото |
| Олімпійський кваліфікаційний турнір з боротьби 2020 (Оттава) | Куба   | греко-римська боротьба, до 97 кг | Золото |

### Виступи на змаганнях молодших вікових груп
| Змагання                                                 | Збірна | Вагова категорія                 | Місце  |
| -------------------------------------------------------- | ------ | -------------------------------- | ------ |
| Панамериканський чемпіонат з боротьби серед юніорів 2019 | Куба   | греко-римська боротьба, до 97 кг | Золото |
| Чемпіонат світу з боротьби серед юніорів 2019            | Куба   | греко-римська боротьба, до 97 кг | Золото |